# Améscoa Baja
Améscoa Baja là một đô thị trong tỉnh và cộng đồng tự trị Navarre, Tây Ban Nha. Đô thị này có diện tích là 46,83 ki-lô-mét vuông, dân số năm 2007 là 818 người.
Đô thị nằm ở độ cao m trên 563 mực nước biển.

## Biến động dân số
| Biến động dân số                                             | Biến động dân số | Biến động dân số | Biến động dân số | Biến động dân số | Biến động dân số | Biến động dân số | Biến động dân số | Biến động dân số | Biến động dân số | Biến động dân số |
| 1996                                                         | 1998             | 1999             | 2000             | 2001             | 2002             | 2003             | 2004             | 2005             | 2006             | 2007             |
| ------------------------------------------------------------ | ---------------- | ---------------- | ---------------- | ---------------- | ---------------- | ---------------- | ---------------- | ---------------- | ---------------- | ---------------- |
| 844                                                          | 827              | 826              | 796              | 808              | 807              | 827              | 823              | 851              | 826              | 818              |
| Sources: Améscoa Baja et instituto de estadística de navarra |                  |                  |                  |                  |                  |                  |                  |                  |                  |                  |